# Departament de Boquerón
El departament de Boquerón és una subdivisió administrativa del nord-oest del Paraguai. La seva capital és la ciutat de Filadelfia.
Segons dades del 2009, té una població de 67.514 habitants. La seva superfície total és de 91.669 km².

## Districtes
Aquest departament es divideix en 3 districtes:
1. Doctor Pedro P. Peña
2. General Eugenio A. Garay
3. Mariscal José Félix Estigarribia